# Geòrgia (Estats Units)
Geòrgia és un estat dels Estats Units d'Amèrica situat al sud de la costa atlàntica. La província de Geòrgia va ser una de les Tretze colònies que es van revoltar contra Gran Bretanya durant la Revolució Americana.
El 2 de gener de 1788 va ratificar la Constitució americana. La població de Geòrgia era, l'any 2000, de 8.186.453 habitants.

## Història
A la dècada del 1730, James Oglethorpe va proposar que l'àrea al sud de les Carolines fos colonitzada per proporcionar un amortidor contra la Florida espanyola, i va formar part d'un grup de síndics als quals se'ls va concedir la propietat temporal de la província de Geòrgia. La carta de la colònia fou concedida a James Oglethorpe el 27 de gener de 1732 pel Consell privat; fou signada pel rei George II, a qui deu el seu nom. Oglethorpe i els seus compatriotes esperaven establir una colònia utòpica que prohibís l'esclavitud, però el 1750 la colònia romania poc poblada i Geòrgia es va convertir en una colònia de la corona el 1752. Després de la Revolució Americana, va esdevenir l'Estat de Geòrgia.

## Demografia
D'acord amb l'Oficina del Cens dels Estats Units, la població oficial de Geòrgia a l'abril de 2020 era de 10.711.908 habitants. Això representa un creixement del 10,6% sobre la població de 2010. La immigració va comportar un creixement net de 228.415 persones, mentre que la migració nacional va comportar un creixement net de 378.258 persones.
Entre el mes de gener dels anys 2000 i 2009, els immigrants il·legals a Geòrgia van més que doblar-se fins a assolir els 480.000. L'estat de Geòrgia ha prohibit les anomenades ciutats santuari.
L'any 2009 hi havia 743.000 veterans militars.

### Població
Segons el Cens dels Estats Units del 2010, en termes de raça i ètnies, la població de l'estat era 59,7% blanca; 30,5% afroamericana; 0,3% índia americana; 3,2% asiàtics; 0,1% nadiua hawaiana o d'altres illes del Pacífic; 4% d'alguna altra raça i 2,1% de població amb dues o més races.
Els majors grups ancestrals europeus són:
- Anglesos (8,1%)
- Irlandesos (8,1%)
- Alemanys (7,2%)

### Idiomes
| Idioma                              | Percentatge de població (2010) |
| ----------------------------------- | ------------------------------ |
| Espanyol                            | 7,42%                          |
| Coreà                               | 0,51%                          |
| Vietnamita                          | 0,44%                          |
| Francès                             | 0,42%                          |
| Xinès (incloent Mandarí)            | 0,38%                          |
| Alemany                             | 0,29%                          |
| Hindi                               | 0,23%                          |
| Llengües nigerocongoleses           | 0,21%                          |
| Gujarati                            | 0,18%                          |
| Portugès i Criolls d'origen francès | 0,16%                          |

### Ciutats principals
Atlanta ha estat la capital de l'estat de Geòrgia des l'any 1868. És, a més, la ciutat més habitada de l'estat amb una població de més de 498.000 habitants segons el Cens dels Estats Units de 2020.
L'Àrea Metropolitana d'Atlanta és el centre cultural i econòmic del sud-est americà, la seva població oficial l'any 2020 superava els 6 milions d'habitants, és a dir, el 57% del total de Geòrgia. Atlanta té la novena àrea metropolitana més poblada dels Estats Units.
A l'estat hi ha 17 ciutats amb una població superior als 50.000 habitants, segons el Cens dels Estats Units de 2020.
| Rànquing | Nom           | Comtat               | Població |
| -------- | ------------- | -------------------- | -------- |
| 1        | Atlanta       | Cobb, DeKalb, Fulton | 498.715  |
| 2        | Columbus      | Muscogee             | 206.922  |
| 3        | Augusta       | Richmond             | 202.081  |
| 4        | Macon         | Bibb                 | 157.346  |
| 5        | Savannah      | Chatham              | 147.780  |
| 6        | Athens        | Clarke               | 127.315  |
| 7        | Sandy Springs | Fulton               | 108.080  |
| 8        | South Fulton  | Fulton               | 107.436  |
| 9        | Roswell       | Cobb, Fulton         | 92.833   |
| 10       | Johns Creek   | Fulton               | 82.453   |

### Religió
La composició d'afiliació religiosa a Geòrgia és un 67% protestant, 9% catòlica, 1% mormona, 1% jueva, <1% musulmana, <1% budista i <1% hindú.

### Àrees protegides delNational Park Servicea Geòrgia

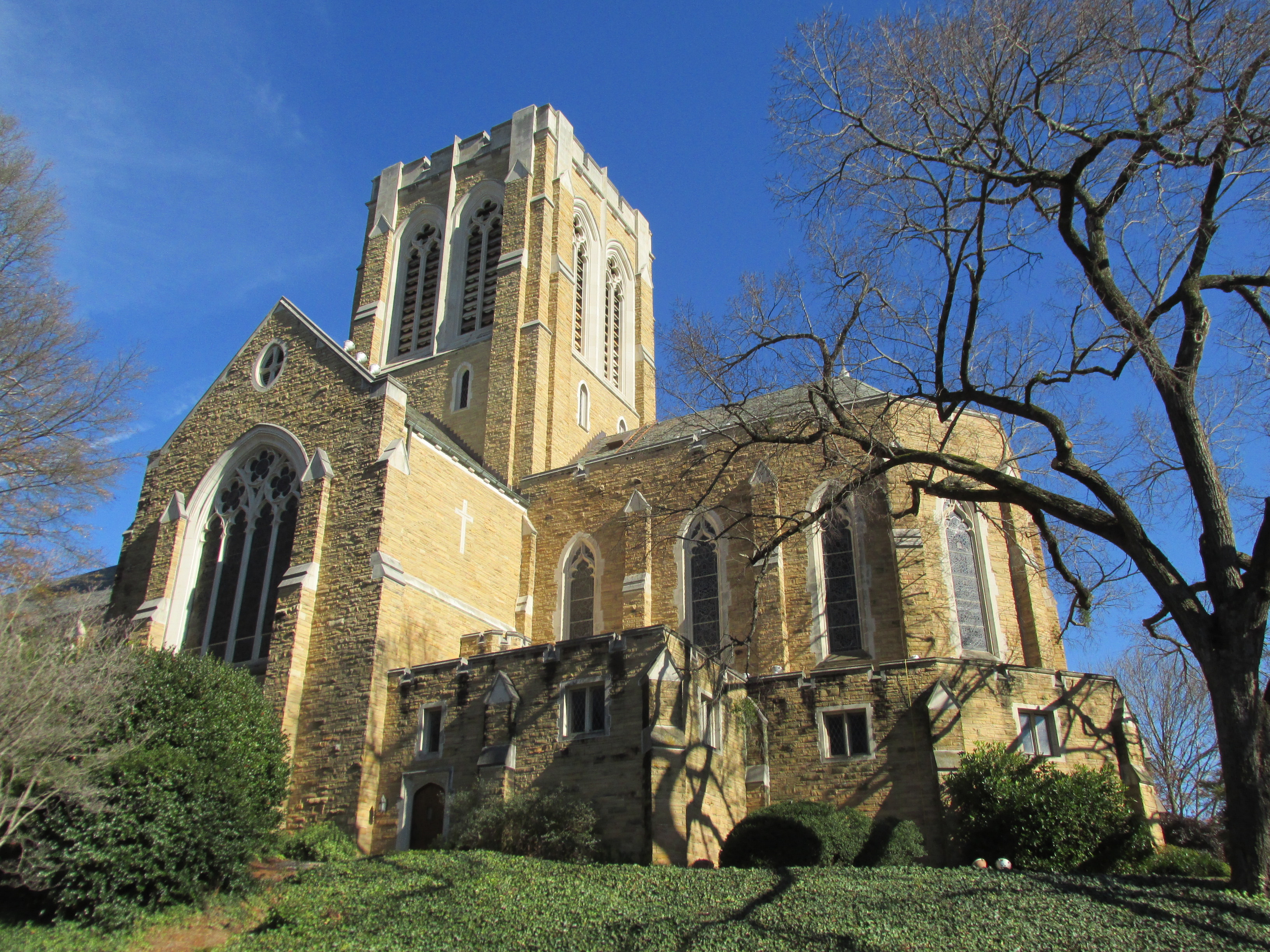
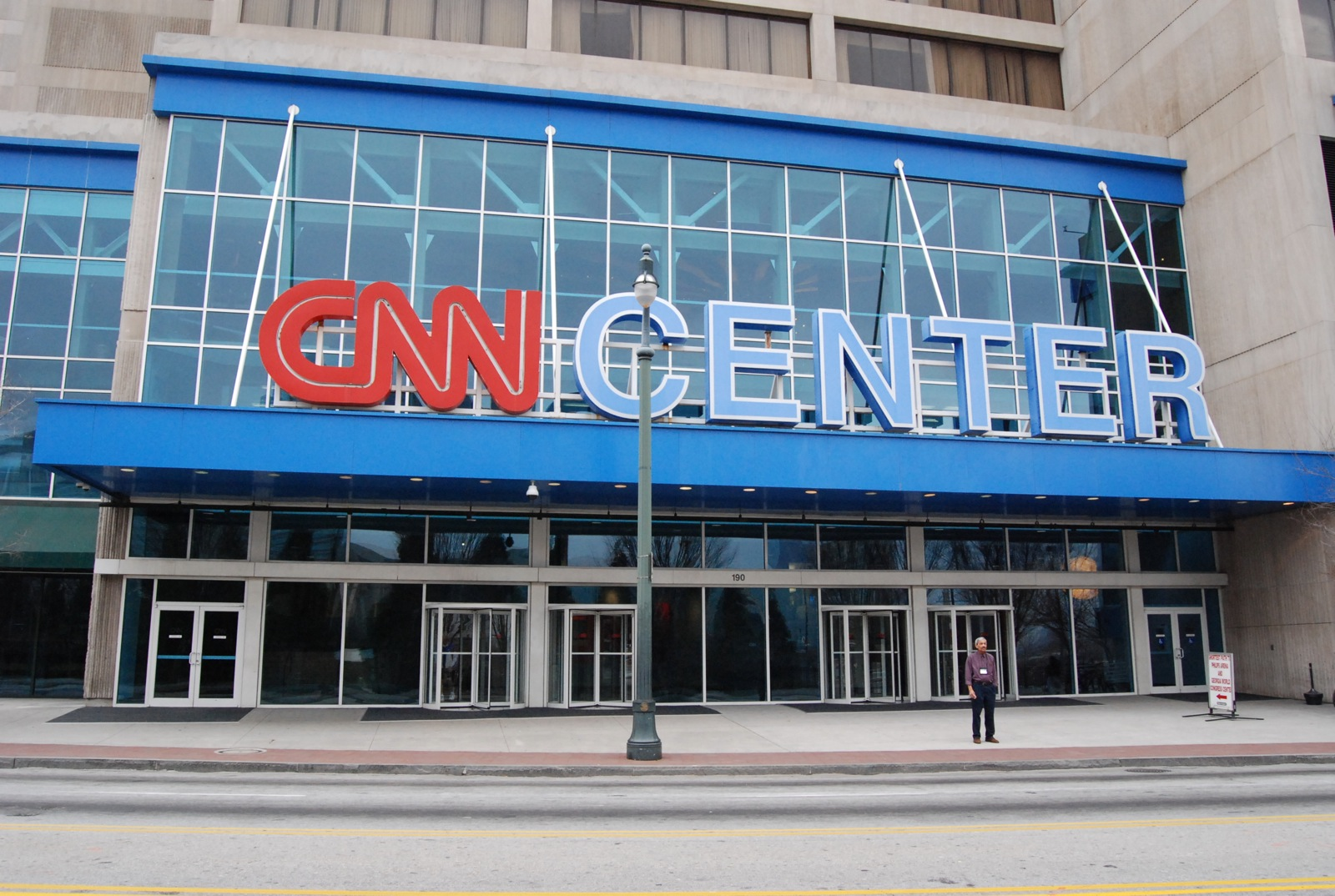
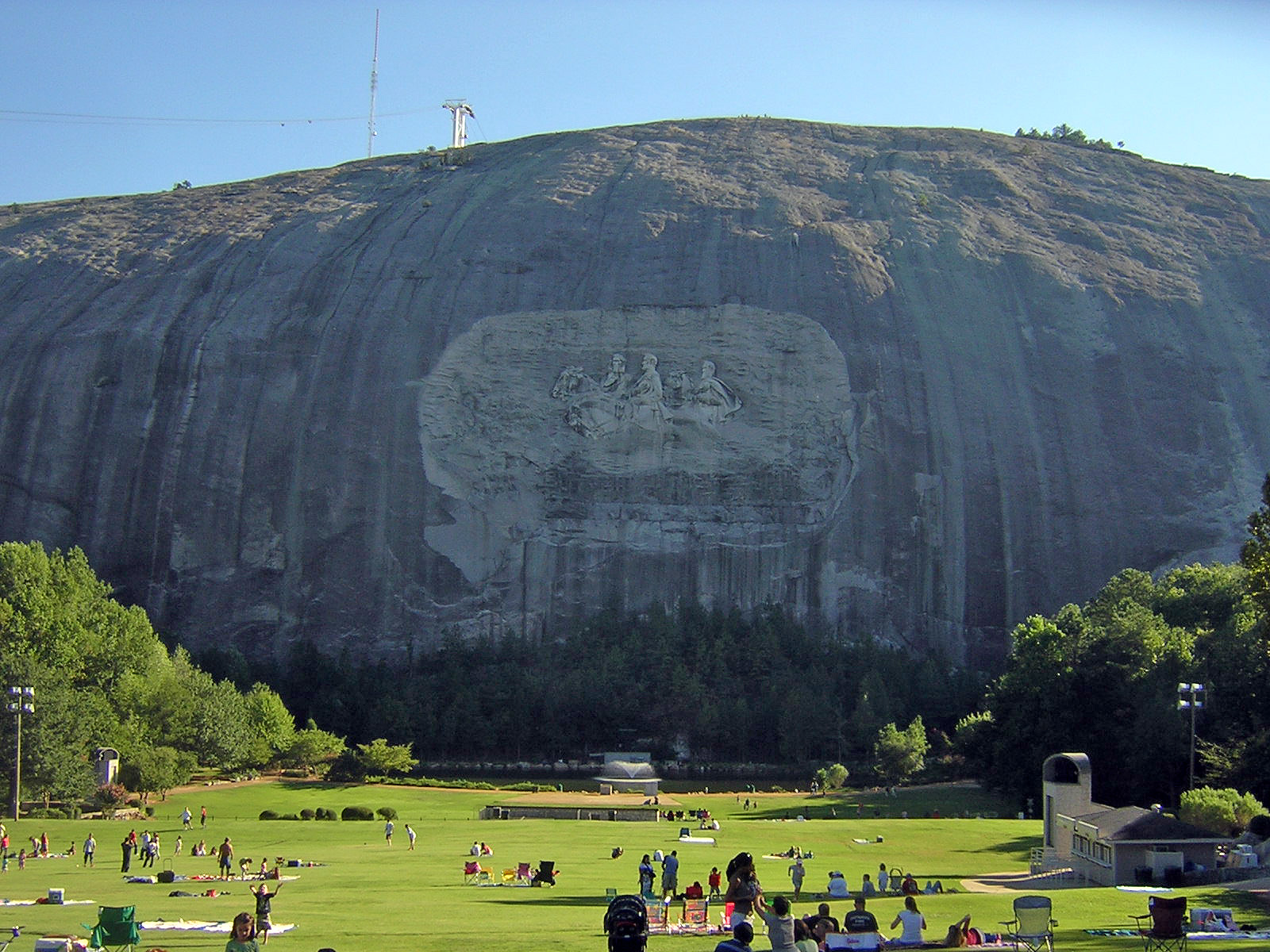

- Lloc Històric Nacional d'Andersonville (anglès) (castellà)
- Àrea Recreativa Nacional del Riu Chattachoochee (anglès) (castellà)
- Parc Militar Nacional de Chickamauga i Chattanooga (anglès) (castellà)
- Costa Nacional de l'Illa Cumberland (anglès) (castellà)
- Monument Nacional del Fort Frederica (anglès) (castellà)
- Monument Nacional del Fort Pulaski (anglès) (castellà)
- Lloc Històric Nacional de Jimmy Carter (anglès) (castellà)
- Parc de Camp de Batalla Nacional de la Muntanya Kennesaw (anglès) (castellà)
- Lloc Històric Nacional de Martin Luther King, Jr. (anglès) (castellà)
- Monument Nacional d'Ocmulgee (anglès) (castellà)